# Prima Divisione (Yemen)
La Prima Divisione (in arabo أندية الدرجة الأولى‎?) è la massima serie del campionato yemenita di calcio. Dal 1990 è la divisione di vertice del campionato calcistico dello Yemen, dopo l'unione dello Yemen del Nord con lo Yemen del Sud. 
È composta da 14 squadre, che si sfidano in gare di andata e ritorno, per un totale di 26 gare. Le ultime quattro classificate retrocedono in Seconda Divisione.

## Albo d'oro

### Yemen del Nord (1978-1990)
- 1978-1979:  Al-Wahda San'a'
- 1979-1980:  Al Zuhra San'a'
- 1980-1981:  Al-Ahli San'a'
- 1981-1982:  Al-Sha'ab Sana'a
- 1982-1983:  Al-Ahli San'a'
- 1983-1984:  Al-Ahli San'a'
- 1985-1986:  Al Shorta San'a'
- 1986-1987: non disputato
- 1987-1988:  Al-Ahli San'a'
- 1988-1989:  Al Yarmook
- 1989-1990:  Al Yarmook

### Yemen (1990-oggi)
- 1990-1991:  Al-Tilal
- 1991-1992:  Al-Ahli San'a'
- 1992-1993: non disputato
- 1993-1994:  Al-Ahli San'a'
- 1994-1995:  Al-Wahda San'a'
- 1995-1996: non disputato
- 1996-1997:  Al-Wahda San'a'
- 1997-1998:  Al-Wahda San'a'
- 1998-1999:  Al-Ahli San'a'
- 1999-2000:  Al-Ahli San'a'
- 2000-2001:  Al-Ahli San'a'
- 2001-2002:  Al-Wahda San'a'
- 2002-2003:  Al-Sha'ab Ibb
- 2003-2004:  Al-Sha'ab Ibb
- 2004-2005:  Al-Tilal
- 2005-2006:  Al-Saqr
- 2006-2007:  Al-Ahli San'a'
- 2007-2008:  Al-Hilal Al-Sahili
- 2008-2009:  Al-Hilal Al-Sahili
- 2009-2010:  Al-Saqr
- 2010-2011:  Al Oruba
- 2011-2012:  Al-Sha'ab Ibb
- 2012-2013:  Al Yarmook
- 2013-2014:  Al-Saqr
- 2014-2019: sospeso a causa della guerra civile
- 2019-2020:  Al-Sha'ab Hadramaut
- 2020-2021: non disputato
- 2021-2022:  Fahman
- 2022-2023: non disputato
- 2023-2024:  Al-Ahli San'a'

## Vittorie per squadra
| Squadra             | Vittorie | Secondo posto | Stagioni                                      |
| ------------------- | -------- | ------------- | --------------------------------------------- |
| Al-Ahli San'a'      | 7        | 6             | 1992, 1994, 1999, 2000, 2001, 2007, 2023-2024 |
| Al-Wahda San'a'     | 4        | 3             | 1995, 1997, 1998, 2002                        |
| Al-Saqr             | 3        | 1             | 2006, 2010, 2014                              |
| Al-Sha'ab Ibb       | 3        | 2             | 2003, 2004, 2012                              |
| Al-Tilal            | 2        | 5             | 1991, 2005                                    |
| Al-Sha'ab Hadramaut | 1        | 1             | 2020                                          |
| Al-Hilal Al-Sahili  | 2        | -             | 2008, 2009                                    |
| Al Oruba            | 1        | -             | 2011                                          |
| Al Yarmook          | 1        | -             | 2013                                          |
| Fahman              | 1        | -             | 2022                                          |
| Hassan Abyan        | -        | 2             | ---                                           |
| Al-Ittihad Ibb      | -        | 1             | ---                                           |
| Al-Mena Aden        | -        | 1             | ---                                           |
| Al-Tali'aa Taizz    | -        | 1             |                                               |

## Capocannonieri
| Anno    |                           | Miglior marcatore | Squadra            | Gol |
| 1991/92 | Yemen (bandiera)          | Sharaf Mahfud     | Al-Tilal           | 30  |
| 1993/94 | Yemen (bandiera)          | Muhammad Al-Azazy | Al Zuhra San'a'    | 19  |
| 1994/95 | Yemen (bandiera)          | Jiab Bashafaay    | Hassan Abyan       | 25  |
| 1996/97 | Yemen (bandiera)          | Jameel Maktry     | Shamsan            | 21  |
| 1997/98 | Yemen (bandiera)          | Adel Al-Salimi    | Al-Ahli San'a'     | 20  |
| 1998/99 | Yemen (bandiera)          | Fathi Jabir       | Al-Tilal           | 22  |
| 1999/00 | Yemen (bandiera)          | Adel Al-Salimi    | Al-Ahli San'a'     | 17  |
| 2000/01 | Yemen (bandiera)          | Ali Al-Nuno       | Al-Ahli San'a'     | 24  |
| 2001/02 | Yemen (bandiera)          | Adel Al-Salimy    | Al-Ahli San'a'     | 18  |
| 2002/03 | Yemen (bandiera)          | Fikri Al-Habishi  | Al-Sha'ab Ibb      | 13  |
| 2003/04 | Etiopia (bandiera)        | Yordanus Abay     | Al-Saqr            | 15  |
| 2004/05 | Etiopia (bandiera)        | Yordanus Abay     | Al-Saqr            | 16  |
| 2005/06 | Yemen (bandiera)          | Fekri Al-Hubaishi | Al-Sha'ab Ibb      | 26  |
| 2006/07 | Etiopia (bandiera)        | Berhanu Kaseem    | Al-Hilal Al-Sahili | 15  |
| 2007/08 | Yemen (bandiera)          | Ali Al-Nono       | Al-Ahli San'a'     | 11  |
| 2008/09 | Yemen (bandiera)          | Ali Al-Nono       | Al-Ahli San'a'     | 12  |
| 2009/10 | Rep. del Congo (bandiera) | Amboio            | Al-Saqr            | 15  |
| 2010/11 | Yemen (bandiera)          | Tesfaye Tafese    | Al-Tilal           | 14  |